# Língua mangareva
Mangareva (ou Mangarevano) é uma língua Polinésia falada no Arquipélago de Gambier da Polinésia Francesa por cerca de 600 pessoas nas ilhas Gambier e em Mangareva.  Os falantes também possuem algum bilinguismo com a língua taitiana, havendo semelhança lexical de 60%, e geralmente com o língua francesa também. É um membro do subgrupo das línguas Marquesanas e, como tal, está intimamente relacionado com a língua havaiana. e língua marquesana.
De acordo com o “Endangered Languages Project”, a Mangareva é considerada em risco de extinção, com menos de 900 falantes numa população étnica de 1.491. The larger portion of the population speak French in the Gambier Islands

## História
Os primeiros exploradores a documentar o povo, as tradições e a língua das Gambiers foram os franceses que anexaram as ilhas em 1881. Semelhante a muitas línguas polinésias, a linguagem escrita de Mangareva diferencia-se da linguagem falada porque foi transcrita pelos europeus. Línguas polinésias eram frequentemente interpretadas por missionários franceses que, segundo consta, acharam difícil pronunciar ou reconhecer a oclusiva glotal do Mangareva; eles escolheram representá-lo por escrito usando a letra "h".

## Escrita
A língua Mangareva usa o alfabeto latino numa forma com somente 14 letras, sem as letras B, C, D, F, J, L, Q, S, W, X, Y, Z

## Fonologia
Mangareva tem 9 consoantes fonêmicas: /p t k m n ŋ v r ʔ/. A velar nasal / ŋ / é representada | G | na ortografi].
A ausência de * / s / é compartilhada com a maioria das línguas polinésias; a ausência de * / f / é uma característica compartilhada como Rarotonga, Ra'ivavae and Rapa Iti.
A fonologia de Mangareva foi identificada como um derivado marquésico do “Proto-Eastern Polynesian” (PEP) e do “Proto-Central Eastern” (PCE).
“Doublets” (gêmeos), palavras que têm formas fonológicas diferentes, mas a mesma raiz etimológica, são mais comuns na língua Mangarevan em comparação com qualquer outra cultura da Polinésia Oriental.
Por exemplo, um dueto de PEP como "fafine" ("mulher") se torna "a'ine" em Mangareva. Além disso, um moderno dublê de Mangarevn (MGV) é "veène" ("mulher casada" ou "esposa").

## Comparação com línguas polinésias
Mangarevan compartilha principalmente semelhanças com as línguas Rarotongan, Maori, Marquesana e Taitiana.
Em termos de consoantes, Mangareva compartilha semelhanças linguísticas com  o Maori das Ilhas Cook e o Maori e da Nova Zelândia, Paumotu e Rarotonga. Acredita-se que os Mangarevanos nativos tenham migrado de Rarotonga, e a evidência disso reside na colocação da linguagem de substantivos participativos como "-ranga" no lugar de "-anga", e em termos de prefixos plurais como o termo "mau". Desde que os primeiros polinésios chegaram a Mangareva enquanto exploravam o Pacífico Sudeste, Mangareva foi como uma das primeiras pátrias dos primeiros colonos de Rapa Nui. Portanto, a língua de Rapa Nui mantém raízes etológicas próximas à fonologia da língua mangarevana.
.

## Amostra de texto
E nana hohonu a ketuketuranga nei, pe ea te reo Mangareva me ‘akaeva porotu ia me ‘akaora akaou ia mo a mau toromiki no a ao ka puta mai ai. E makaraia e ata a ketuketuranga nei pe ‘ea te reo Mangareva me te vavaraka pouga e ‘akamau ki roto ki te oraranga, ka ‘akamaukikia tona ‘akaoraranga.
Português
A pesquisa irá explorar como a língua Mangarevan pode ser melhor protegida e revivida para as gerações futuras. Espera-se que a pesquisa influencie de modo que a língua Mangarevana e o conhecimento tradicional estejam incorporados à vida cotidiana para garantir sua sobrevivência..